# Christian Blom (1782-1861)
Christian Blom (Tønsberg, Hoeve Narverud), 20 oktober 1782 – Drammen, 2 april 1861) was Noors scheepsreder en componist.

## Achtergrond
Christian Blom werd geboren binnen het gezin van magistraat Jan Blom (1748-1832) en Anne Cathrine Heegaard (1757-1837). Hij huwde in 1812 met Susanne Catherine Blom (kreeg vier dochters) en in 1839 Johanne Marie Mathilde Strauch Bohse. Hij is een neef van politicus Gustav Peter Blom. Christian Blom kreeg in eerste instantie zijn opleiding in Kopenhagen, maar de nautiek trok. Hij ging varen voor zijn oom Hans Jorgen Blom, vocht in de Deens-Zweedse Oorlog (1808-1809) en voer na het sluiten van vrede op zijn eigen schip. Later vestigde hij zich als reder in Drammen. Drammen was destijds een van de muziekcentra van Noorwegen.   

## Muziek
Zijn grote hobby was muziek maken en schrijven. Hij kreeg als kind al vioolles, daarna volgde nog een opleiding op de cello. Dat gold niet alleen voor hem, maar ook zijn broer Fredrik Anton (1779-1806) kreeg vioollessen. Hij schreef volgens wat nu (2015) bekend is meer dan veertig liederen. Zijn bekendste werk is een toonzetting van Nationalsang Sønner av Norge uit 1820 op tekst van Henrik Anker Bjerregaard, dat het bracht tot Noors officieus Noors volkslied van 1820 tot circa. Ja, vi elsker dette landet  van Rikard Nordraak nam het toen over. Van Sønner av Norge verscheen bij Warmuth Musikforlag een bewerking voor vierhandig piano. Van zijn hand verschenen verder een Requiem (1850), vier strijkkwartetten (1 uit 1855,  2 is zoekgeraakt, 3 uit 1856 en 4 uit 1858), een strijkkwintet (1857). Er is tevens een symfonie van hem bekend, die een uitvoering kreeg in het Christiania Theater. Zijn stijl was daarbij behoudend; hij was beïnvloed door Joseph Haydn. Ook literatuur had zijn aandacht; hij was betrokken bij Norske Selskab in Kopenhagen.  
- Bibliothèque nationale de France: cb14841122r (data)
- Gemeinsame Normdatei: 104064331
- International Standard Name Identifier: 0000 0003 6328 2888
- MusicBrainz: f1e625cd-6bff-4911-a6a4-67b089395e62
- Virtual International Authority File: 225972556
- WorldCat: E39PBJkdmwBRgBQPVHtMJPjwG3